# Volkswagen SAM
Volkswagen KdF SAM, VW SAM – jeden z dwóch samochodów amatorskich zbudowanych z laminatów w okresie Polskiej Rzeczypospolitej Ludowej w Szybowcowych Zakładach Doświadczalnych (SZD) w Bielsku-Białej.

## Historia modelu
Pomysłodawcą i twórcą VW SAM był konstruktor lotniczy Bogumił Szuba, który w 1958 roku zakupił do jego stworzenia egzemplarz niemieckiego pojazdu terenowego KdF Kübelwagen z 1941 roku.
Samochód VW SAM został zbudowany w latach 1962-1988. W 1991 roku został dopuszczony do ruchu drogowego.
Samochód uzyskał jako jeden z nielicznych nieseryjnych i amatorskich pojazdów oficjalne pozwolenie firmy Volkswagen na umieszczenie logo VW na karoserii pojazdu.
Aktualnie VW SAM jest w własnością prywatnego kolekcjonera samochodów. Eksponowany w Muzeum Motoryzacji i Techniki w Białymstoku.

## Opis
Samochód VW SAM zbudowany jest na płycie podłogowej KdF Kübelwagena. Nadwozie samochodu powstało głównie z laminatów szklano-epoksydowych, szyby - z pleksiglasu. Szkielet wykonany jest z prętów i kształtowników stalowych. Osprzęt i wyposażenie pojazdu konstruktor stworzył we własnym zakresie lub zastosował elementy z innych samochodów takich jak np.: Trabant, Volkswagen Garbus, Škoda Octavia, Żuk, Syrena, Warszawa. 
Samochód VW SAM napędza silnik typu bokser VW 1130 cm³ o mocy 25 kW.